# Manuele Mori

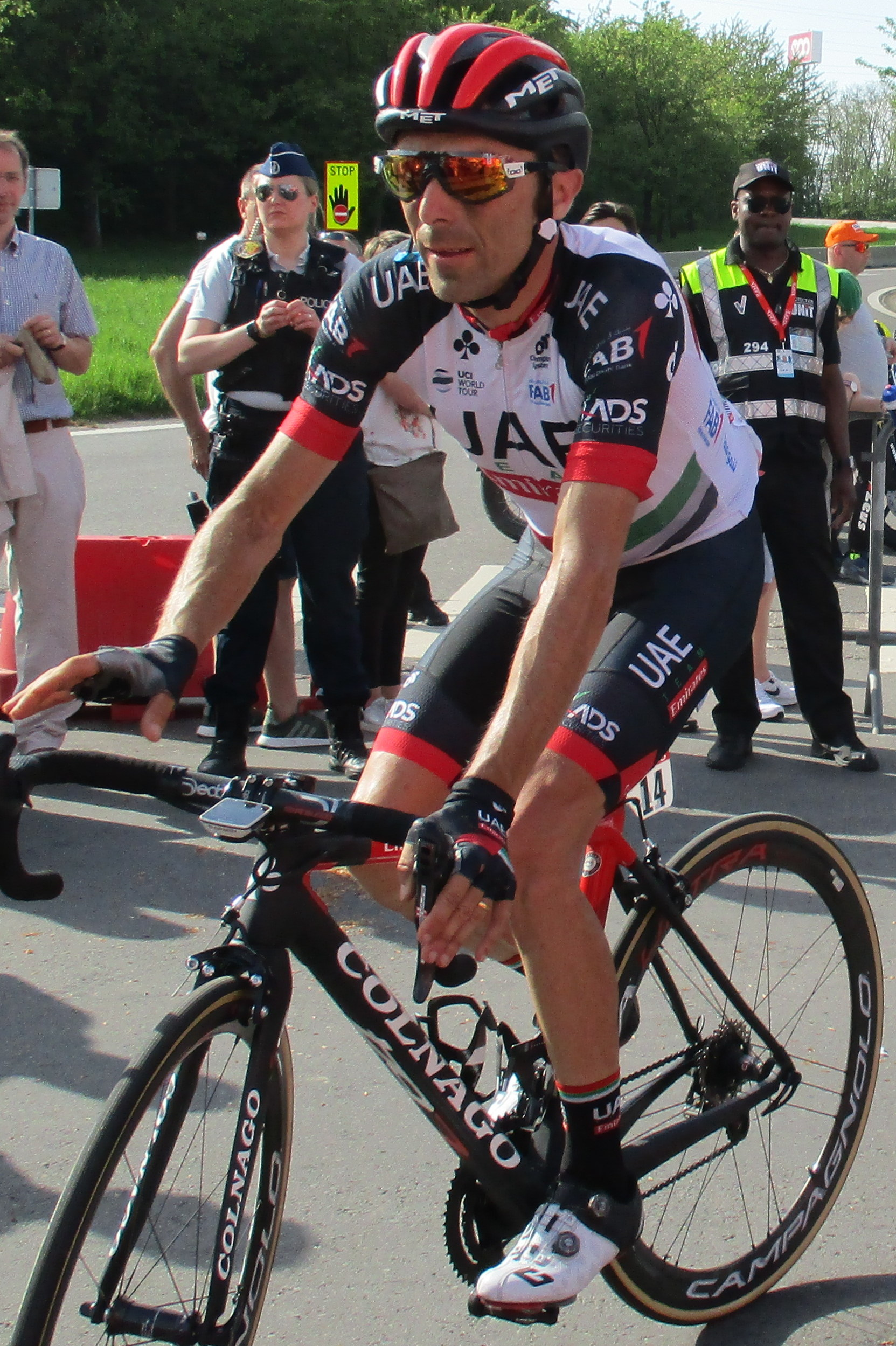
Mori under Luik-Bastenaken-Luik 2018.

Manuele Mori, född 9 augusti 1980 i Empoli, Italien, är en italiensk professionell tävlingscyklist. 

## Karriär
Mori blev professionell 2002 med Perutnina Ptuj-KRKA Telekom, och cyklade mellan 2004 och 2008 för det spanska stallet Saunier Duval-Prodir, som tillhör UCI ProTour, sedan 2004. Efter säsongen 2008 valde Mori att tävla för det italienska stallet Lampre,  där han bland annat tävlade med sin bror Massimiliano Mori.
Han har under sin professionella karriär ännu inte vunnit något lopp.
Mori slutade tvåa på etapp sju under Eneco Tour of Benelux 2006, två sekunder efter belgaren Philippe Gilbert. Under säsongen slutade han också trea på GP Ouest France efter Vincenzo Nibali och Juan Antonio Flecha.
Han vann Japan Cup 2007 sex sekunder före Fabian Wegmann. Under säsongen 2007 slutade han trea på Memorial Cimurri-Gran Premio Bioera.
Under säsongen 2008 slutade Manuele Mori trea på etapp 5 av Paris-Nice efter Carlos Barredo och Karsten Kroon.

## Privatliv
Han har en bror, Massimiliano Mori, som är en professionell tävlingscyklist som tävlar för det italienska UCI ProTour-stallet Lampre. Brödernas pappa Primo Mori vann etapp 13 på Tour de France 1970.

## Meriter
2003
- Etappseger, Giro della Toscana (U23)

2006
- 2:a, etapp 7, Eneco Tour of Benelux
- 3:a, GP Ouest France

2007
- Japan Cup
- 3:a, Memorial Cimurri-Gran Premio Bioera

2008
- 3:a, etapp 5, Paris-Nice

## Stall
- 2002 Perutnina Ptuj-KRKA Telekom
- 2004- Saunier Duval-Prodir